# 福嶋千秋
福嶋 千秋（ふくしま ちあき、1985年9月11日 - ）は、東京都出身のグラビアアイドル・元レースクイーン。
2008年3月までワンエイトプロモーションに所属、その後シャイニングウィルに移籍したが、現在はタレント活動を行っていない。

## 略歴
- 2006年第2回「ミス週プレ」グッドキャラクター賞受賞。
- 2006年 GT MACH マッハGoGoGo車検GAL。

## 人物
- 特技はピアノ、書道。
- 趣味は節約術・歴史の本を読むこと。
- 妹が1人いる[1]。

## DVD
- 熱視線（イーネット・フロンティア／2007年4月20日発売）